# داني فليتشر
داني فليتشر (بالإنجليزية: Danny Fletcher)‏ (4 مارس 1997 بإنجلترا في المملكة المتحدة - ) هو لاعب كرة قدم بريطاني في مركز الهجوم. لعب مع Carlton Town F.C. ‏ ونادي مانسفيلد تاون وHeanor Town F.C. ‏.

## وصلات خارجية
- داني فليتشر على موقع قاعدة بيانات كرة القدم.إي يو (الإنجليزية)
- داني فليتشر على موقع Soccerbase.com (لاعب) (الإنجليزية)
- داني فليتشر على موقع Soccerway.com (الإنجليزية)